# Fudder.de
fudder.de (Eigenschreibweise in Minuskeln), kurz: fudder, online seit 2006, war ein Webportal, das ein redaktionelles Nachrichtenmagazin mit einem Veranstaltungskalender integrierte.
Das Webportal ermöglichte den überwiegend regionalen Nutzern aus Freiburg und Umgebung Kommunikation in Leserkommentaren, freien Themenforen, Online-Gruppen und Blogs.

## Unternehmen
Fudder gehört zum Badischen Verlag, einer Tochter der BZ.medien GmbH & Co. KG. Die Redaktionen von fudder.de und der gedruckten Badischen Zeitung  waren räumlich und personell getrennt.

## Redaktion
Chefredakteur war Markus Hofmann. Die Artikel wurden außerdem von zwei Redakteuren, einem „Online-Producer“, Praktikanten und freien Mitarbeitern verfasst, selten auch aus der Badischen Zeitung übernommen.

## Preise
fudder.de wurde 2007 mit dem Grimme Online Award ausgezeichnet: Das Webportal bediene im globalen Netz die regionalen und lokalen Interessen eines vornehmlich jungen Publikums unter kommunikativer Einbeziehung der Portalnutzer. Dieses „nachhaltige Community-Building“, „klare Struktur und übersichtlicher Seitenaufbau“ machten fudder.de nach Ansicht der Grimme-Jury zum „wohldurchdachten Vorbild für regionale Informationsangebote, das auch Leser außerhalb Freiburgs mit interessanten Themen und Beiträgen versorgt“.